# Julius Theodor Christian Ratzeburg

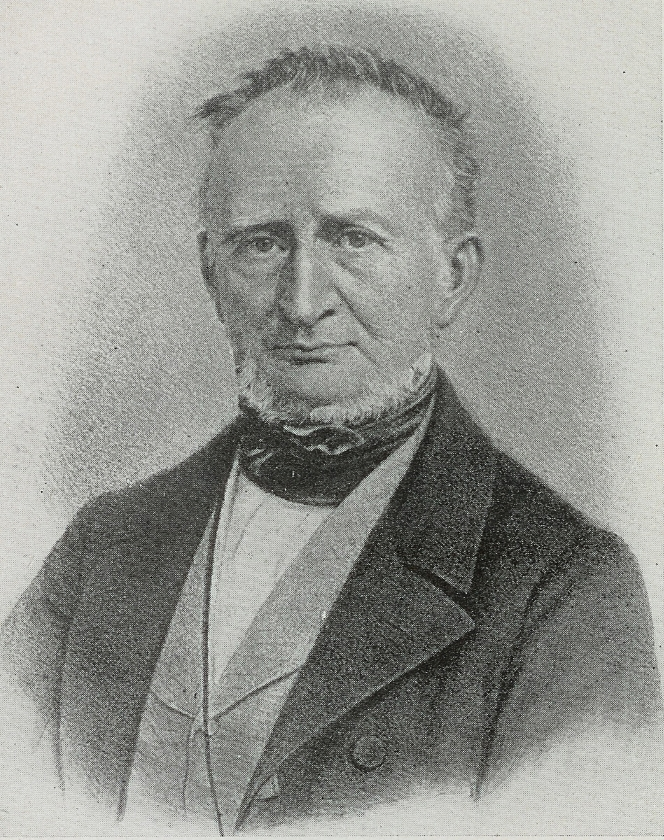
Julius Theodor Christian Ratzeburg

Julius Theodor Christian Ratzeburg (* 16. Februar 1801 in Berlin; † 24. Oktober 1871 ebenda) war ein preußischer, deutscher Entomologe und Forstwissenschaftler. Er ist der Begründer der Forstentomologie. Als Zusatz zu wissenschaftlichen Namen der von ihm beschriebenen Insekten kann sein Name mit Ratz. abgekürzt wiedergegeben werden.

## Leben
Julius Theodor Christian Ratzeburg wurde als Sohn eines Professors der damaligen Berliner Königlichen Tierarzneischule geboren. Er studierte in Berlin ab 1821 Medizin und Naturwissenschaften mit dem Schwerpunkt Botanik und habilitierte 1828 als Privatdozent an der Universität. Er stand in Kontakt mit Alexander und Wilhelm von Humboldt, und 1831 holte ihn Friedrich Wilhelm Leopold Pfeil als Professor der Naturwissenschaften an die im Jahr zuvor gegründete Höhere Forstlehranstalt Eberswalde. Im Jahr 1832 wurde er zum Mitglied der Leopoldina gewählt.

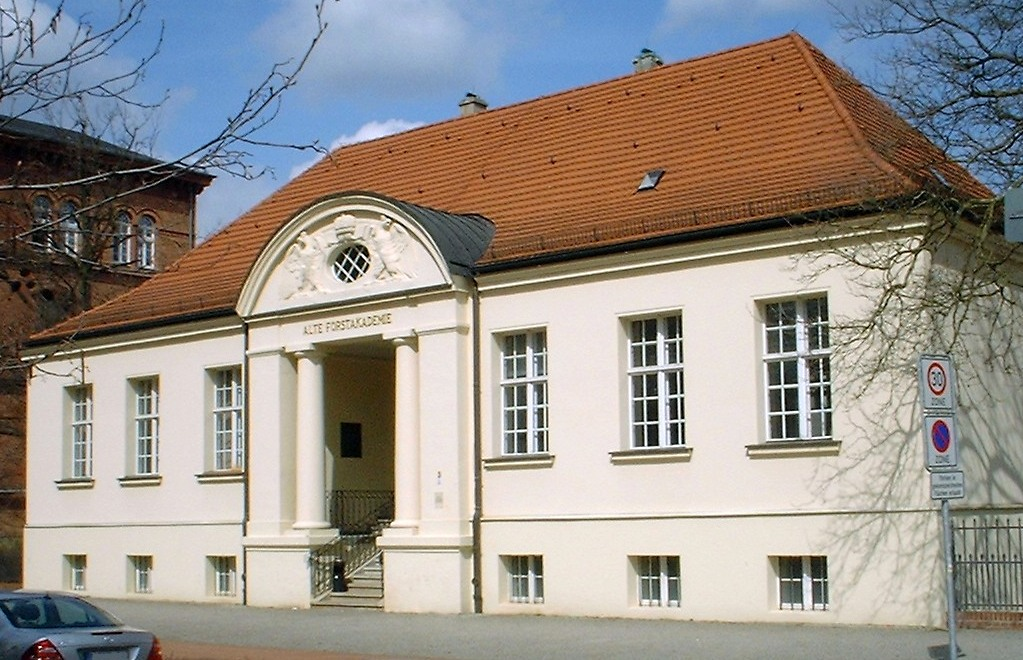
Ratzeburg lehrte ab 1831 an der Höheren Forstlehranstalt Eberswalde

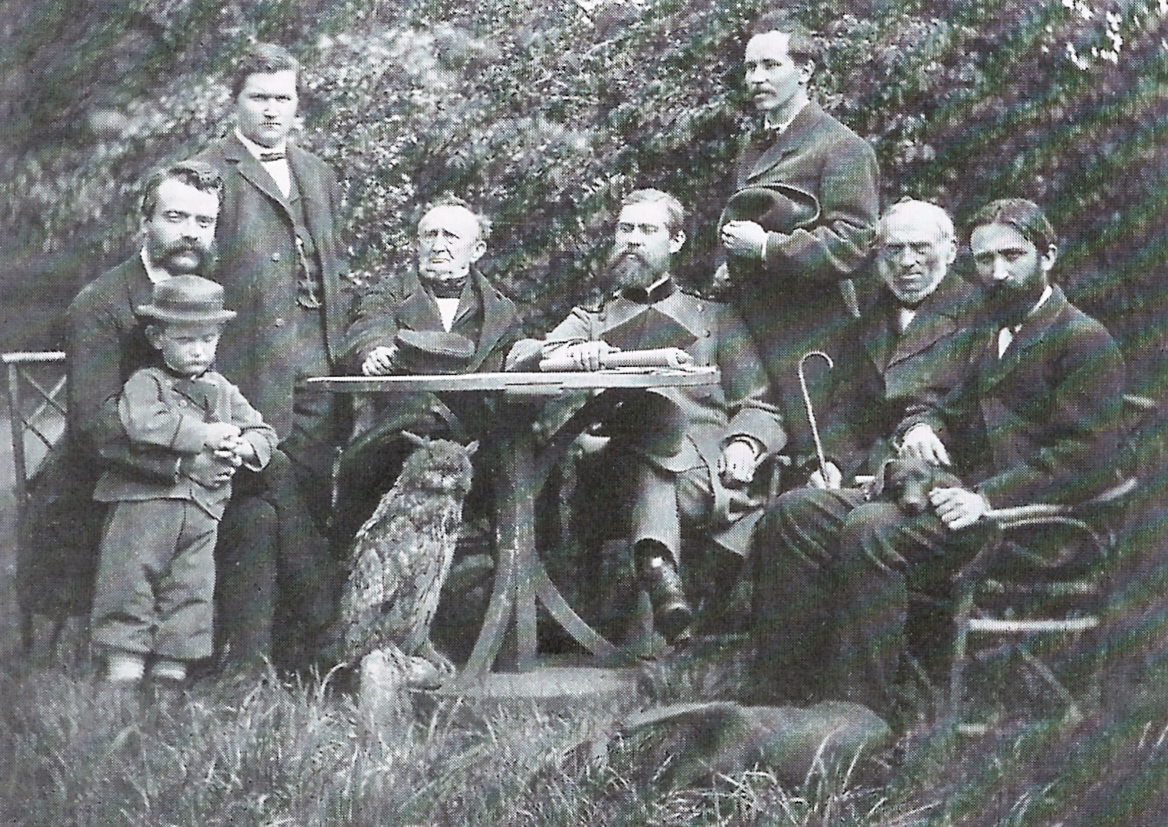
Julius Theodor Christian Ratzeburg (4.v.l.) im Kreise seiner Lehrerkollegen der Forstakademie Eberswalde (v.l.): Robert Hartig (mit Peter Danckelmann im Arm), unbekannt, Ratzeburg, Bernhard Danckelmann, Adolf Remelé, Wilhelm Schneider und Wilhelm Schütze. Aufnahme von Adolf Remelé, ca. 1868.

Dort machte sich Ratzeburg auch bei der Anlage des Forstbotanischen Gartens Eberswalde sehr verdient. 1869 ging er in den Ruhestand nach Berlin, wo er am 24. Oktober 1871 starb. Als sein Nachfolger kam Bernard Altum an die Akademie.
Im Dezember 1864 wurde er zum korrespondierenden Mitglied der Russischen Akademie der Wissenschaften in Sankt Petersburg gewählt.
Bedeutend waren Ratzeburgs entomologische Schriften, mit denen er zum Begründer der Forstentomologie wurde. In seinen Untersuchungen bewies er bereits einen besonderen Blick für die Parasiten forstschädlicher Insekten. Damit wurde er auch zum Wegbereiter der angewandten Entomologie. Daneben veröffentlichte der vielseitige Naturwissenschaftler noch weitere Werke, vor allem, zusammen mit Brandt, Medizinische Zoologie (1827–1834), das lange Zeit das einzige Standardwerk zu diesem Thema im deutschsprachigen Raum war.

## Ehrungen
Ein Ratzeburg-Denkmal ist im Kräutergarten des Forstbotanischen Gartens in Eberswalde zu finden.
Nach J.T.C. Ratzeburg ist auch die Pflanzengattung Ratzeburgia Kunth aus der Familie der Süßgräser (Poaceae) benannt. Auch die Assel Trachelipus ratzeburgii wurde nach ihm benannt.

## Schriften (Auswahl)

### Entomologische Schriften

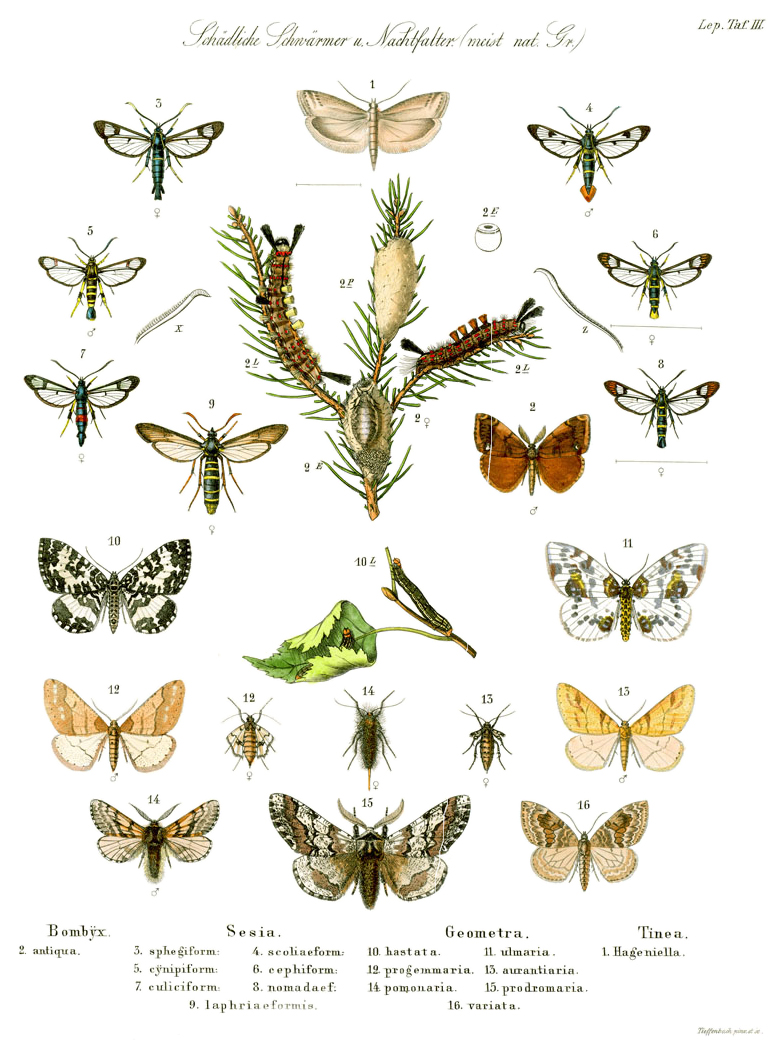
Zusammenstellung forstschädlicher Schwärmer und Nachtfalter aus Die Waldverderbniss, Zweiter Band (1866–68)

- Die Forstinsekten, Berlin 1837–1844, 3 Teile und Supplement; 2. Aufl., Wien 1885
- Die Waldverderber und ihre Feinde, Berlin 1841, 8. Aufl. von Judeich und Nitsche als Lehrbuch der mitteleuropäischen Insektenkunde, Wien 1885 ff., mit Biographie
- Die Ichneumonen der Forstinsekten, Berlin 1844–52, 3 Bände
- Die Nachkrankheiten und die Reproduktion der Kiefer nach dem Fraß der Forleule, Berlin 1862
- Die Waldverderbniss oder dauernder Schaden, welcher durch Insektenfraß, Schälen, Schlagen und Verbeißen an lebenden Waldbäumen entsteht, Berlin 1866–1868, 2 Bände

### Weitere Veröffentlichungen
- Medizinische Zoologie oder getreue Darstellung und Beschreibung der Thiere, die in der Arzneimittellehre in Betracht kommen, mit Johann Friedrich Brandt, Hirschwald, Berlin 1827–1834, zwei Bände
  - 1. Bd., 1829 doi:10.3931/e-rara-22755
  - 2. Bd., 1833
- Abbildung und Beschreibung der in Deutschland wild wachsenden und in Gärten im Freien ausdauernden Giftgewächse nach natürlichen Familien erläutert, mit Brandt und Phoebus, 2. Aufl. 1838 
  - 1. Abt., Phanerogamen doi:10.3931/e-rara-69469
  - 2. Abt., Kryptogamen doi:10.3931/e-rara-68925
- Deutschlands phanerogamische Giftgewächse, mit Brandt, Berlin 1834, urn:nbn:de:hbz:061:2-2356;
- Forstnaturwissenschaftliche Reisen, Nicolaische Buchhandlung, Berlin 1842 Digitalisat
- Die Naturwissenschaften als Gegenstand des Unterrichts. Nicolaische Buchhandlung, Berlin 1849 Digitalisat
- Die Standortsgewächse und Unkräuter Deutschlands, Nicolaische Buchhandlung, Berlin 1859 Digitalisat
- Forstwissenschaftliches Schriftstellerlexikon Nicolaische Buchhandlung, Berlin 1872–73 Digitalisat

Darüber hinaus besorgte Julius Theodor Christian Ratzeburg die Fortsetzung des Werkes Getreue Darstellung und Beschreibung der in der Arzneykunde gebräuchlichen Gewächse von Friedrich Gottlob Hayne.
- Getreue Darstellung und Beschreibung der in der Arzneykunde gebräuchlichen Gewächse wie auch solcher, welche mit ihnen verwechselt werden können. 12 Bände, 1805–1856 (fortgesetzt von Johann Friedrich Brandt, Julius Theodor Christian Ratzeburg und Johann Friedrich Klotzsch). Digitalisierte Ausgabe der Universitäts- und Landesbibliothek Düsseldorf